# 筒井豊春
筒井 豊春（つつい とよはる、1951年 - ）は、日本の経営者。

## 概要
1951年、福岡県築上郡上毛町に生まれ、1974年九州大学経済学部卒業。ペンシルベニア大学ウォートン・スクールMBA、ハーバード・ビジネス・スクールAMP
息子は漫画家の筒井大志とブロンソン・ジャパン株式会社代表取締役社長の筒井大海。
野村證券を経て、モルガン・スタンレー証券東京支店株式本部長、クレディ・スイス・ファースト・ボストン証券東京支店長、日本証券業協会理事を歴任。1996年、キャピタル・パートナーズ株式会社を設立。2003年、米国プルデンシャル・フィナンシャルより在日証券子会社の全株式を取得、キャピタル・パートナーズ証券株式会社に社名変更、代表取締役兼CEOに就任。2006年、（財）日本ベトナム文化交流協会理事長に就任。